# Evangelisches Krankenhaus Göttingen-Weende
Das Evangelische Krankenhaus Göttingen-Weende (auch: EK Weende) ist ein 1947 gegründetes, evangelisch geprägtes Akutkrankenhaus im Göttinger Stadtteil Weende. Mit 433 Planbetten (Stand 2022) ist es nach der Universitätsmedizin Göttingen, zu deren Lehrkrankenhäusern es seit 1977 zählt, das zweitgrößte Krankenhaus der Stadt.
Es bezeichnet sich als Krankenhaus der Grund- und Regelversorgung. In Bovenden-Lenglern wird zusätzlich ein medizinisches Versorgungszentrum (MVZ) betrieben, in Göttingen gehört dem Unternehmen seit 2014 auch das Krankenhaus Neu-Mariahilf.

## Geschichte
Das Evangelische Krankenhaus Göttingen-Rohns entstand 1947 in Zusammenarbeit mit dem Lager Friedland in den Räumen einer bekannten, nach ihrem Erbauer, Christian Friedrich Andreas Rohns, benannten Ausflugsgaststätte, in der im Zweiten Weltkrieg ein Lazarett und ab 1945 ein Hilfskrankenhaus untergebracht war. 1948 waren beengt über 250 Betten mit einer inneren und chirurgischen Abteilung dort. Die Krankenpflege leisteten Rotkreuzschwestern der DRK-Schwesternschaft Landsberg an der Warthe bzw. Hildesheim.
Als die Gaststätte 1950 wieder in Betrieb genommen werden sollte, wurde das Krankenhaus mit zunächst 135 Betten in die Kaserne der ehemaligen SS-Kavallerieschule in Weende verlegt, die 1937 erbaut worden war. Die Gebäude waren vom KZ-Außenkommando des KZ Buchenwald und nach dem Zweiten Weltkrieg von den britischen Truppen als Kaserne genutzt worden.

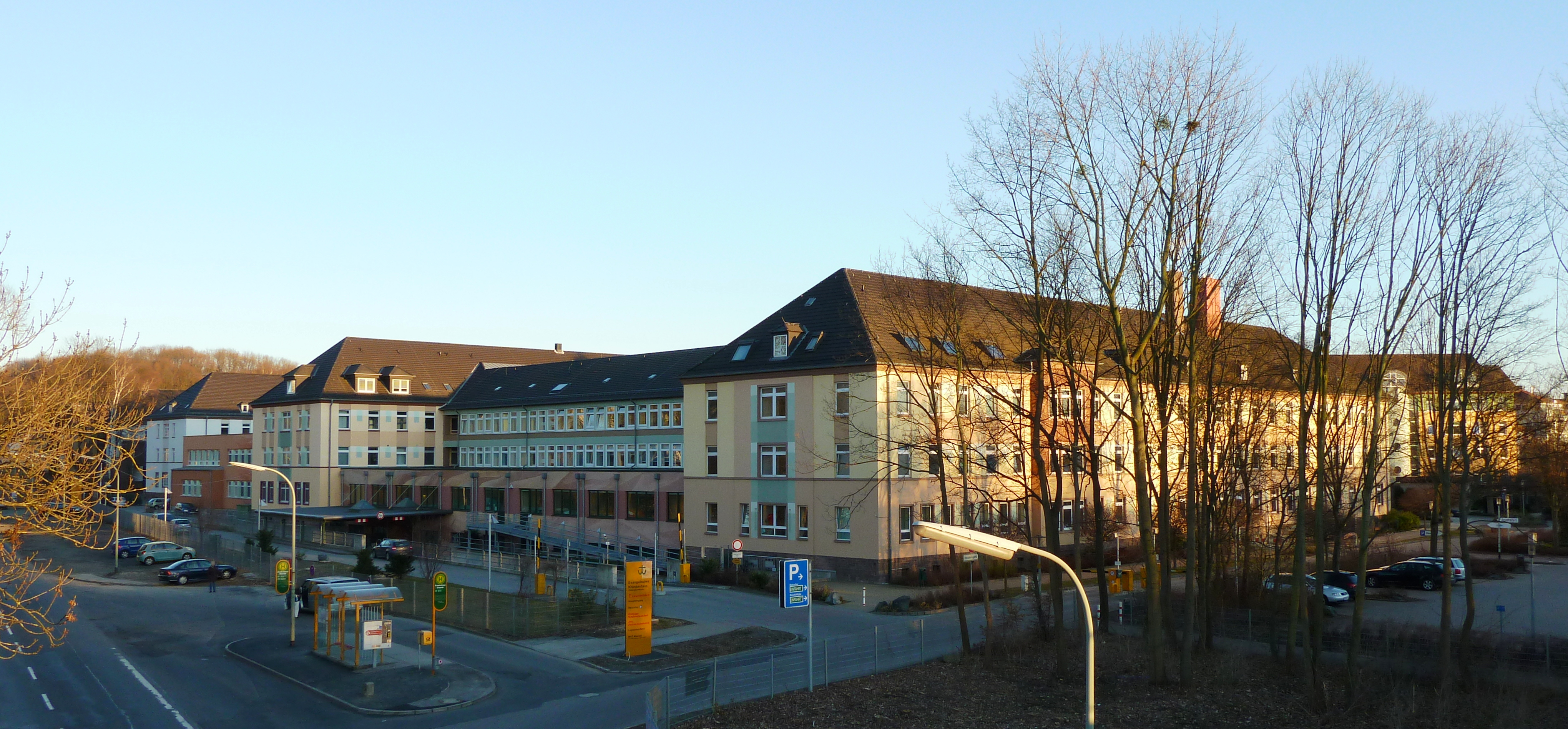
Westansicht mit den parallel stehenden ehemaligen Kasernenflügeln, von rechts nach links Haus 1 bis Haus 4 (hinter den Bäumen)

1950 erwarb das Diakonissenmutterhaus „Ariel“ (Zöckler’sche Anstalten in Stanislau) trotz einer Kündigungsklausel, die die erneute militärische Verwendung z. B. zum späteren Koreakrieg ermöglicht hätte, die Kasernengebäude vom Bund und begann mit deren Ausbau. 1951 verfügte das EK Weende bereits über 355 Betten. Im gleichen Jahr wurden eine Abteilung für Dermatologie und eine für Tuberkulosekranke eingerichtet. Der Name lautete nun „Evangelisches Krankenhaus Göttingen-Weende e.V“.
Von 1951 bis 1977 war die Krankenpflege in der Hand der evangelischen Schwesternschaft des Diakonissen-Mutterhauses „Ariel“. Eine Krankenpflegeschule war bereits in den Anfangsjahren angegliedert, Ende 1952 bildete sie 24 Schwestern im Jahr aus. In diesem Jahr konnten mit staatlicher, kommunaler und kirchlicher Unterstützung die Röntgendiagnostik erweitert, ein Zentrallabor errichtet und mit dem Bau einer eigenen Wäscherei begonnen werden. Spenden eines Freundeskreises, der sich den kranken Spätheimkehrern verpflichtet fühlte, ermöglichten Investitionen, die aus dem laufenden Etat nicht hätten bestritten werden können. 1955 erhöhte sich die Bettenzahl auf bis zu 400.
1958 verzichtete die Bundeswehr auf die Option, die ehemalige Kasernenanlage zukünftig militärisch nutzen zu können, so dass Umbauten, Sanierungen und Modernisierungen der Gebäude möglich wurden, die sich ab 1961 nicht mehr im Besitz des Bundes befanden. 1963 zog die Krankenpflegeschule in ein neu errichtetes Schwesternwohnheim um und 1966 wurde ein seit 1964 im Bau befindlicher Verbindungstrakt zwischen innerer und chirurgischer Abteilung eröffnet. Damit wurde gleichzeitig ein zentraler Eingangsbereich geschaffen. Auch in den folgenden Jahren wurden die Gebäude ausgebaut, 1973 konnten mit Geldern des niedersächsischen Sozialministeriums die chirurgischen Stationen erheblich saniert werden.
Ende 1977 kündigte das Diakonissen-Mutterhaus Ariel wegen Mangels an Nachwuchs den seit 1952 bestehenden Gestellungsvertrag mit dem Krankenhaus und stellte ihm 1980 zwei Stockwerke aus seinem Gebäude zur Verfügung. Im gleichen Jahr wurde dort ein neu gestalteter Kirchsaal eingerichtet. 1982 erfolgte die Grundsteinlegung für einen neuen Operationstrakt mit fünf Sälen, der 1985 eingeweiht wurde. In diesem Jahr verfügte das EK Weende über 370 Betten und 480 Mitarbeiter. Im folgenden Jahr schloss die Abteilung für extrapulmonale TBC. Zu Beginn 1987 wurde innerhalb der Chirurgie die Abteilung für Plastische Chirurgie eingerichtet. Im gleichen Jahr wurden weitere Verbesserungen im stationären Bereich vorgenommen und ein neues Emblem des Krankenhauses war zu sehen. Geplante Umbaumaßnahmen im Bereich der Verwaltung konnten erst 1989 realisiert werden, so dass in der Zwischenzeit die leerstehenden Räumlichkeiten für wechselnde Kunstausstellungen genutzt werden konnten, die später dann im Bereich des Haupteinganges und in den Warteräumen der chirurgischen Ambulanz und der Röntgenabteilung stattfanden.
1990 eröffnete die Cafeteria und das Krankenhaus feierte sein 40-jähriges Bestehen seit dem Einzug in die Kasernengebäude. Es verfügte nun über 355 Betten, behandelte mit einer Auslastung von im Schnitt 90 % jährlich 8700 Patienten und beschäftigte 584 Mitarbeiter, dazu 178 insbesondere studentische Aushilfen, wie das Göttinger Tageblatt am 28. November 1990 berichtete. Im kommenden Jahr wurde, schon acht Jahre vor der Etablierung in der Universitätsklinik, eine Palliativstation als abgetrennter Bereich auf der internistischen Station vorrangig mit dem Ziel eingerichtet, die Lebensqualität von Tumorschmerzpatienten zu verbessern. Sie wurde im Rahmen eines Modellprojekts der Bundesregierung wissenschaftlich betreut und gilt bis heute als beispielhaft im Krankenhauswesen.
1993 wurde ein Computer- und ein Kernspintomograph in Betrieb genommen. Im folgenden Jahr fiel die Entscheidung, das Kreiskrankenhaus An der Lieth in Bovenden vom Landkreis Göttingen zu übernehmen, was zum Jahresbeginn 1995 geschah. Dieses Krankenhaus, auch als Lungenklinik Bovenden-Lenglern bekannt, das seinen Schwerpunkt auf Lungenheilkunde legte, war 1969 aus einem Heim für Tuberkulosekranke entstanden, das seit 1949 in einer Munitionsanlage der früheren Wehrmacht Platz gefunden hatte.
Am Standort Bovenden-Lenglern existierte bis 2022 eine Weaningstation und ein Schlaflabor.

## Gegenwart

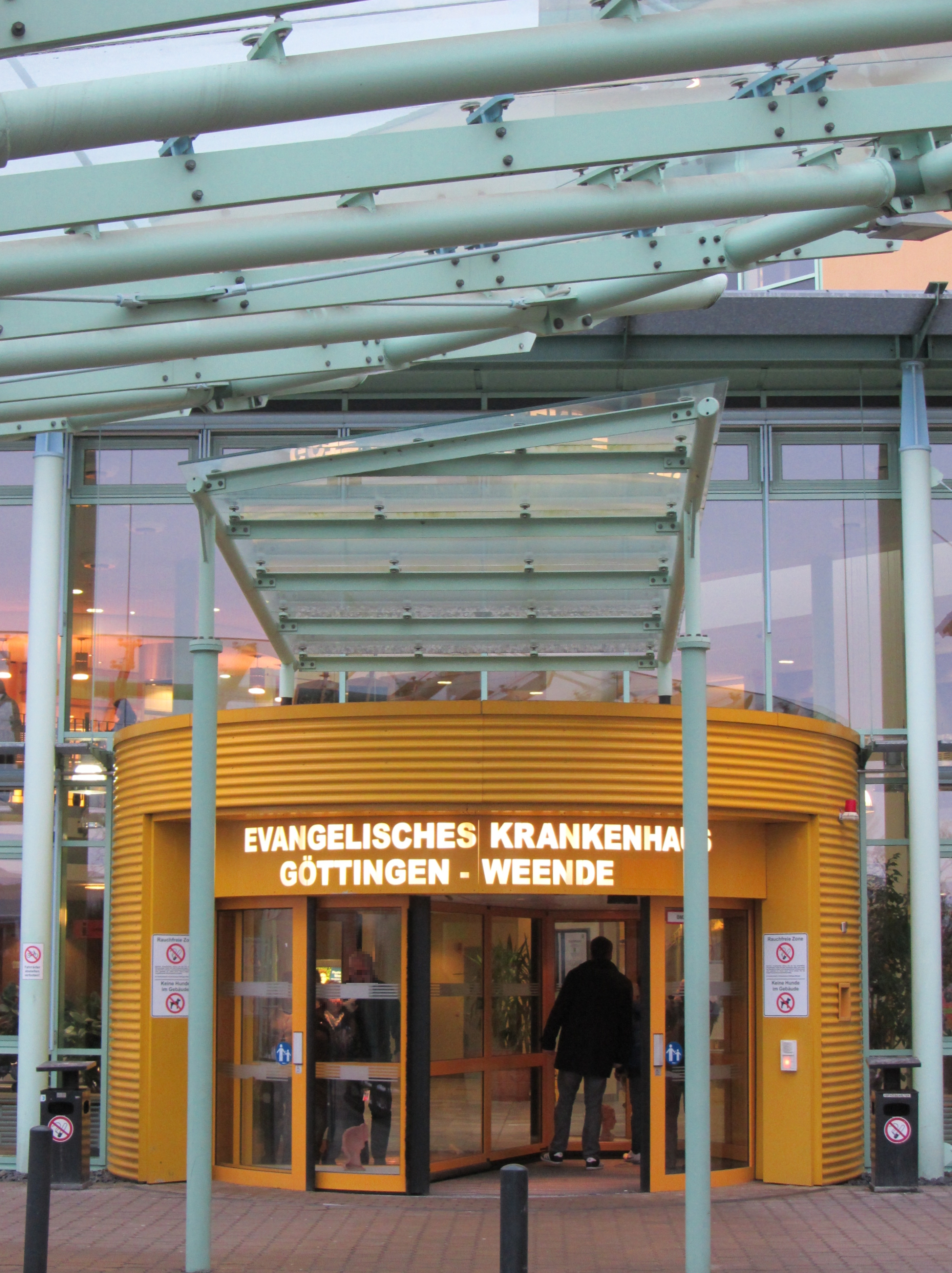
Haupteingang (2014)

2001 wurde als Ergänzung zur stationären Pflege eine geriatrische Tagesklinik mit 20 Betten aufgebaut, deren Schwerpunkt eher auf Therapie als auf Pflege liegen sollte und insbesondere den Erhalt oder die Verbesserung der Selbsthilfefähigkeit des älteren Patienten und der möglichen Vermeidung einer institutionalisierten Pflege zum Ziel hatte. Im gleichen Jahr erhielt das Krankenhaus erhebliche Fördermittel des Landes zur Sanierung seines Altbaus. Weitere Fördermittel wurden 2006 für den Zusammenschluss mit der Lungenklinik Lenglern und 2009 zum Umbau der Radiologie eingewirtschaftet. Letzteres diente der Optimierung der Abläufe zwischen Notaufnahme, Operationstrakt und Stationen. Weiterhin wurde in einen neuen Computertomographen investiert. 2013 fanden Sanierungsarbeiten in Haus 1 des früheren Kasernenareals ihren Abschluss und eine Intermediate-Care-Station als Bindeglied zwischen Intensivstation und Allgemeinstation wurde eingerichtet.
Das Evangelische Krankenhaus Göttingen-Weende ist als Plankrankenhaus mit 433 Betten in den niedersächsischen Krankenhausplan 2015 aufgenommen. Es ist Lehrkrankenhaus der Universitätsmedizin Göttingen und behandelt (Stand 2022) 13.129 ambulante und 13.710 stationäre Patienten pro Jahr.
Eine Fusion mit dem Krankenhaus Neu-Bethlehem war seit 2010 geplant, scheiterte aber letztlich.
Das EK Weende stand 2014 in Verhandlungen mit dem Ziel, das katholisch geführte, in finanziellen Schwierigkeiten befindliche Göttinger Krankenhaus Neu-Mariahilf mit 118 Planbetten zu übernehmen. Vorverträge wurden ausgearbeitet, die Zustimmung der Träger zum Verkauf an das EK Weende wurde im März 2014 öffentlich bekannt.
Nach dem Tod der letzten Diakonissin wurde im Sommer 2019 das Haus 3 abgerissen, um einem Neubau an gleicher Stelle Platz zu machen. Das fünf-etagige Gebäude wurde am 24. August 2022 eingeweiht und beherbergt die internistische Funktionsdiagnostik und die pneumologische Abteilung des ehemaligen Standortes Lenglern mit 119 Betten, Weaningstation und Schlaflabor. Außerdem wurde im Obergeschoss mit angrenzender Dachterrasse eine Komfortstation mit 26 Betten eröffnet. Für das Erdgeschoss ist ein OP-Trakt geplant.